# Палтиниш (Васлуј)
Палтиниш (рум. Păltiniș) насеље је у Румунији у округу Васлуј у општини Бачешти. Oпштина се налази на надморској висини од 197 m.

## Становништво
Према подацима из 2002. године у насељу је живело 287 становника, од којих су сви румунске националности.